# Gabara insuetalis
Gabara insuetalis là một loài bướm đêm trong họ Erebidae.